# أولاد محمود (أولاد محمود)
أولاد محمود هو دُوَّار يقع بجماعة أحد بوموسى، إقليم الفقيه بن صالح، جهة بني ملال خنيفرة في المملكة المغربية. ينتمي الدوّار لمشيخة أولاد محمود التي تضم 4 دواوير. يقدر عدد سكانه بـ 2271 نسمة حسب الإحصاء الرسمي للسكان والسكنى لسنة 2004.

## روابط خارجية
- البوابة الوطنية للجماعات الترابية
- المندوبية السامية للتخطيط